# Markus Söder
Markus Thomas Theodor Söder, född 5 januari 1967 i Nürnberg, är en tysk politiker och Bayerns ministerpresident (regeringschef) sedan den 16 mars 2018.Han är partiledare för CSU sedan 2019.

## Biografi
Söder studerade rättsvetenskap vid Friedrich-Alexander-universitetet i Erlangen-Nürnberg 1987-1991 där han även disputerade 1998. Han är sedan 1994 ledamot av den bayerska lantdagen. Han har ingått i den bayerska regeringen sedan 2007, senast som finansminister 2011-2018. Han efterträdde Horst Seehofer som ministerpresident den 16 mars 2018.
I kommunalvalet den 14 oktober 2018 förlorade CSU en absolut majoritet i decennier, men var det starkaste partiet med 37,2%. Det var partiets sämsta statsvalresultat sedan 1950. Söder bildade en koalition med Freie Wähler (Söder II-kabinettet) och omvaldes till ministerpresident den 6 november med 110 av 204 avgivna röster.
Han har varit CSU:s partiledare sedan den 19 januari 2019.